# Rudnik, Burgas
Rudnik (în bulgară Рудник) este un sat în comuna Burgas, regiunea Burgas,  Bulgaria. 

## Demografie
Componența etnică a satului Rudnik
     Turci (42,6%)
     Bulgari (29,36%)
     Nicio identificare (27,74%)
     Altele (1,08%)
La recensământul din 2011, populația satului Rudnik era de 3.507 locuitori. Nu există o etnie majoritară, locuitorii fiind turci (42,6%) și bulgari (29,36%). Pentru 27,74% din locuitori nu este cunoscută apartenența etnică.